# Meridiano 116 W
O meridiano 116 W é um meridiano que, partindo do Polo Norte, atravessa o Oceano Ártico, América do Norte, Oceano Pacífico, Oceano Antártico, Antártida e chega ao Polo Sul. Forma um círculo máximo com o Meridiano 64 E.
Começando no Polo Norte, o meridiano 116º Oeste tem os seguintes cruzamentos:
| País, território ou mar       | Notas                                                                                        |
| ----------------------------- | -------------------------------------------------------------------------------------------- |
| Oceano Ártico                 |                                                                                              |
| Canadá                        | Territórios do Noroeste - Ilha Prince Patrick                                                |
| Estreito de Fitzwilliam       |                                                                                              |
| Canadá                        | Territórios do Noroeste - Ilha Melville                                                      |
| Estreito de McClure           |                                                                                              |
| Canadá                        | Territórios do Noroeste - Ilha Banks                                                         |
| Estreito do Príncipe de Gales |                                                                                              |
| Canadá                        | Territórios do Noroeste - Ilha Victoria                                                      |
| Prince Albert Sound           |                                                                                              |
| Canadá                        | Territórios do Noroeste - Ilha Victoria Nunavut - Ilha Victoria                              |
| Estreito Dolphin e Union      |                                                                                              |
| Canadá                        | Nunavut Territórios do Noroeste - passa no Grande Lago do Escravo Alberta Colúmbia Britânica |
| Estados Unidos                | Montana Idaho Nevada Califórnia                                                              |
| México                        | Baja California                                                                              |
| Oceano Pacífico               |                                                                                              |
| Oceano Antártico              |                                                                                              |
| Antártida                     | Território não reivindicado                                                                  |